# Ereklasse korfbal 2012-2013
De Ereklasse is de hoogste competitie voor het Nederlandse veldkorfbal. Deze competitie wordt gespeeld via 2 poules, genaamd Ereklasse A en Ereklasse B. In elke poule zitten 6 teams. Elk team speelt 10 wedstrijden in het totale seizoen. Uit beide poules degradeert de onderste club direct. De bovenste 2 teams uit elke poule gaan door naar de kruisfinales. In die kruisfinales speelt de nummer 1 van Ereklasse A tegen de nummer 2 van Ereklasse B en de nummer 1 uit Ereklasse B speelt tegen de nummer 2 van de Ereklasse A. Deze kruisfinales zijn 1 wedstrijd en de beide winnaar spelen de landelijke veldfinale.
Het hele seizoen start in september, om te pauzeren begin oktober. Dan verplaatst korfbal naar de zaal en start de Korfbal League. Na het zaalseizoen hervat de veldcompetitie weer waar het gebleven was.

## Teams
| Club                 | Ereklasse Poule | Plaats           | Coach                            |
| -------------------- | --------------- | ---------------- | -------------------------------- |
| AKC Blauw-Wit        | A               | Amsterdam        | Riko Kruit                       |
| Nic.                 | A               | Groningen        | Harold Jellema                   |
| Dalto                | B               | Driebergen       | Ron Steenbergen                  |
| DVO                  | B               | Bennekom         | Jacko Vermeer                    |
| DOS'46/Engeldot      | A               | Nijeveen         | Herman van Gunst                 |
| HKV Ons Eibernest    | A               | Den Haag         | Jan Bongers                      |
| Fortuna/MHIR         | A               | Delft            | Ard Korporaal & Joost Preuninger |
| KZ/Hiltex            | A               | Koog aan de Zaan | Gerald Aukes                     |
| OVVO/De Kroon        | B               | Maarssen         | Maarten van Woerkom              |
| PKC/Hagero           | B               | Papendrecht      | Ben Crum & Jan de Jager          |
| TOP/Wereldtickets.nl | A               | Sassenheim       | Jan Niebeek                      |
| KVS                  | B               | Scheveningen     | Marrien Ekelmans                 |

## Seizoen
Ereklasse A
| pos | club                 | gs | w | g | v | pnt | dv  | dt  | dt  |
| --- | -------------------- | -- | - | - | - | --- | --- | --- | --- |
| 1.  | AKC Blauw-Wit        | 10 | 9 | 1 | 0 | 179 | 195 | 154 | +41 |
| 2.  | KZ/Hiltex            | 10 | 5 | 1 | 4 | 11  | 180 | 184 | -4  |
| 3.  | Nic./Alfa College    | 10 | 4 | 1 | 5 | 9   | 169 | 162 | +7  |
| 4.  | Fortuna/MHIR         | 10 | 4 | 1 | 5 | 9   | 165 | 167 | -2  |
| 5.  | TOP/Wereldtickets.nl | 10 | 3 | 1 | 6 | 7   | 169 | 177 | -8  |
| 6.  | HKV/Ons Eibernest    | 10 | 2 | 1 | 7 | 5   | 121 | 155 | -34 |

Ereklasse B
| pos | club           | gs | w  | g | v | pnt | dv  | dt  | dt  |
| --- | -------------- | -- | -- | - | - | --- | --- | --- | --- |
| 1.  | PKC/Hagero     | 10 | 10 | 0 | 0 | 20  | 241 | 161 | +80 |
| 2.  | OVVO/De Kroon  | 10 | 6  | 1 | 3 | 13  | 179 | 173 | +6  |
| 3.  | Dalto/BNApp.nl | 10 | 5  | 3 | 2 | 13  | 194 | 190 | +4  |
| 4.  | KVS/Maritiem   | 10 | 2  | 2 | 6 | 6   | 159 | 183 | -24 |
| 5.  | DVO            | 10 | 2  | 2 | 6 | 6   | 150 | 185 | -35 |
| 6.  | DOS'46         | 10 | 1  | 0 | 9 | 2   | 177 | 208 | -31 |

## Play-offs en Finale
|  | Halve finale | Halve finale  | Halve finale |    |            | Finale        | Finale | Finale |
|  |              |               |              |    |            |               |        |        |
|  | A1           | AKC Blauw-Wit | 17           |    |            |               |        |        |
|  | B2           | OVVO/De Kroon | 15           |    |            |               |        |        |
|  | B2           | OVVO/De Kroon | 15           |    | A1         | AKC Blauw-Wit | 25     |        |
|  |              |               |              |    | A1         | AKC Blauw-Wit | 25     |        |
|  |              | B1            | PKC/Hagero   | 22 |            |               |        |        |
|  | B1           | B1            | PKC/Hagero   | 22 | PKC/Hagero | 23            |        |        |
|  | B1           |               |              |    | PKC/Hagero | 23            |        |        |
|  | A2           | KZ/Hilex      | 20           |    |            |               |        |        |

| Veldkampioen van Nederland 2013 |
| ------------------------------- |
| AKC Blauw-Wit                   |

## Promotie/Degradatie
De onderste ploeg uit Ereklasse A en de onderste ploeg uit Ereklasse B degraderen direct. Uit de Hoofdklasse promoveren dan 2 teams, die dan verdeeld worden over de Ereklasse poules.
Aan het eind van seizoen 2012-2013 degraderen HKV/Ons Eibernest en DOS'46.
Uit de Hoofdklasse promoveert CKV Unitas en ?